# Instituto Tecnológico de Apizaco
El Instituto Tecnológico de Apizaco es una Institución pública de educación superior localizada en Apizaco, Tlaxcala, México.
Imparte 9 carreras a nivel licenciatura y 3 maestrías y 1 doctorado a nivel posgrado en las áreas de ciencias sociales y administrativas, e ingeniería.  Forma parte del Tecnológico Nacional de México (TecNM), de la Secretaría de Educación Pública de México. En base al terreno cuenta con 22.78 hectáreas, que posteriormente el gobernador, Emilio Sánchez Piedras regaló 3.02, años después de su fundación.[cita requerida]
Fue creado el 1 de octubre de 1975, en un predio otorgado 32 familias campesinas, ejidatarios de San Andrés Ahuashuatepec, municipio de San Salvador Tzompantepec, e inaugurado 11 de octubre de 1976 por el entonces presidente Luis Echeverría Álvarez.

## Reseña histórica
Emilio Sánchez Piedras, entonces gobernador constitucional, contando con el apoyo de Luis Echeverría Álvarez gestionó y fundó el Instituto Tecnológico Regional de Apizaco e inició sus actividades el 1 de octubre del año de 1975. El Tecnológico de Apizaco, desde hace más de cuatro décadas, se ha dedicado a propiciar alternativas reales y sustentables para la juventud de la región. Es una Institución que pertenece al Tecnológico Nacional de México. 
El ITA ofrece en su formación educativa 9 ingenierías, 3 maestrías y un doctorado, cuyas matrículas abarcan de manera integral una formación general básica que incluye el fortalecimiento científico y metodológico;  todas las carreras cuentan con especialidades diseñadas que atienden las necesidades de los sectores  productivo y social.  Los planes de estudio están basados en una estructura genérica, una especialidad y una residencia profesional.

## Oferta Educativa

### Profesional
Las carreras que ofrece el Instituto Tecnológico de Apizaco son:
- Ingeniería Civil
- Ingeniería Electromecánica
- Ingeniería Electrónica
- Ingeniería Industrial
- Ingeniería Mecatrónica
- Ingeniería en Administración
- Ingeniería en Gestión Empresarial
- Ingeniería en Sistemas Automotrices
- Ingeniería en Tecnologías de la Información y Comunicaciones
- Ingeniería en Inteligencia Artificial

### Posgrados
Maestrías
- Maestría en Mecatrónica
- Maestría en Ciencias de la Computación
- Maestría en Ingeniería Administrativa

Doctorados
- Doctorado en Ciencias de la Ingeniería

## Logo y Mascota
El logotipo del Instituto Tecnológico de Apizaco y su lema fueron seleccionados mediante un concurso organizado por la Subdirección de la Institución a cargo de Eduardo Pérez Arce Silva y el Departamento de Relaciones Públicas a cargo de Mario Sandoval Ahuactzin, en el mes de mayo de 1976, en este concurso participaron ocho trabajos elaborados por alumnos y personal de la Institución, siendo los ganadores el logotipo diseñado por Julio Daniel Cruz Rivera y el lema de Daniel Mendoza Moreno.
Interpretación: el área de Ciencias Físico-Matemáticas se denota por un rayo, un engrane cónico, una construcción y una vía de comunicación. El área de Ciencias Sociales se generaliza con un libro abierto, de igual manera se da a notar la región en la que esta cimentado el Tecnológico, tomando en cuenta la vista que tiene el volcán la Malintzi y el cerro del Cuatlapanga símbolos del Estado de Tlaxcala; al incorporar la Licenciatura en Informática a nuestra oferta educativa en 1987, se incluyó el ícono de un disquete siendo éste la representación de la carrera. 
Justificación: el engrane representa un sol naciente, ilumina la región recortando los bordes de la Malintzi y Cuatlapanga, estilizados con perfiles técnicamente definidos, la vía símbolo de este centro ferrocarrilero y la construcción que se levanta sobre la letra A de Apizaco significa progreso, el libro establece que solo a través de la educación existe el progreso y la justicia social.

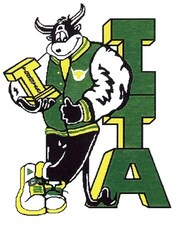
Mascota Ita Apizaco

###### Mascota
En 1994 el Comité Ejecutivo Estudiantil del ITA convocó a un concurso de mascotas para elegir la que representaría a nuestro Instituto. El diseño fue creado por Enrique Carrasco Isla, egresado de la carrera de la Licenciatura en Informática. 
Esta idea nace en virtud de que en la región centro y norte de Tlaxcala el cariño a la fiesta brava es acentuada en la población, realizándose corridas de toros, novilladas y eventos que tienen como marco las Fiestas Taurinas, y que también en esta región se localizan ganaderías reconocidas a nivel nacional e internacional, tales como la primera ganadería de Piedras Negras, misma que dio origen a las de Rancho Seco y Cuaxamalucan, entre otras.